# 인생을 위한 야권연단
인생을 위한 야권연단(우크라이나어: Опозиційна платформа — За життя, 러시아어: Оппозиционная платформа — За жизнь)은 우크라이나의 정당이다. 2018년 12월에 창당되었으며, 2019년 대선과 총선에 참여했다.
당원들은 구 인생을 위한 당, 야권전선, 나탈리야 코롤레우스카의 당, 우크라이나 개발당, 전우크라이나 사회운동 출신이다. 법적으로는 인생을 위한 당(우크라이나어: За життя)의 후계정당인데, 1999년부터 2016년까지 존재했던 전우크라이나 연합 "중도" 정당의 일원이며 1999년 12월 9일 창당한 것으로 기록되어 있다. 2019년 총선 당선자에서 43석을 얻었으며 이 중 11.4%인 5석이 여성이다.
2022년 3월 19일 우크라이나의 대통령 볼로디미르 젤렌스키는 국가안전보장회의를 통해 계엄령이 진행되는 기간 동안 야권연단의 활동을 금지하기로 결정했다. 전 공동당수인 빅토르 메드베드추크가 우크라이나군에게 체포되는 등 여러 문제로 2022년 4월 14일 결국 당 해산을 결정하였다. 4월 21일에는 당대표 보이코 및 남은 26명의 의원들은 사실상의 후계정당인 원내교섭단체 인생과 평화를 위한 연단(우크라이나어: Платформа за життя та мир)으로 재창당하기로 결정하였다.

## 역사

### 전우크라이나 연합 "중도"
2002년 우크라이나 총선에서 우크라이나 단결인민운동과 함께 "우크라이나 인민 운동 블록"으로 선거에 참여했으나 0.16%만 득표하였으며 한 석도 얻지 못했다.
2006년 우크라이나 총선에서는 야권전선 "네 타크" 소속으로 있었으며 이 블록은 1.01%의 득표를 얻고 한 석도 얻지 못했다. 2007년 우크라이나 총선에서는 쿠치마 선거 블록으로 나왔으나 0.10%을 득표하고 한 석도 얻지 못했다.
2012년 우크라이나 총선에는 참여하지 않았다.
2014년 우크라이나 총선에서는 5개 정당과 함께 야권전선에 합류하여 선거를 치렀다. 선거 결과 29석을 얻었다.

### 인생을 위한 당
2016년 7월 야권전선의 의원인 바딤 라비노비치와 예우헤니 무라예우 의원이 "인생을 위한 당"이라는 이름으로 정당을 창당했다.
2018년 9월 무라예우 의원이 인생을 위한 당을 탈당하고 5일 후엔 나시당을 창당했다.
우크라이나 법무부에는 전우크라이나 연합 "중도"당의 개명이 등록되어 있지 않았다.

### 야권연단의 수립
우크라인스카 프라우다에서는 2018년 여름부터 인생을 위한 당과 야권전선의 재결합이 논의되기 시작했다고 보도했다. 프라우다 신문은 야권전선의 주요 두 계파 중 하나인 리나트 아흐메토프 계열, 드미트로 피르타시 계열과 세르히 료보치킨 둘이 이 일을 논의하고 있다고 말했다. 2018년 11월 초에는 야권전선의 아흐메토프 계파가 합당 논의를 중지하였다.
2018년 11월 5일 러시아의 대통령 블라디미르 푸틴과 가깝고 친하다는 우크라이나 전 대통령인 레오니드 쿠치마와 빅토르 메드베드추크가 당위원회에서 인생을 위한 당의 대표로 선출되었다. 메드베드추크는 우크라이나 내에서 사회보수적이자 친러파에 해당하는 우크라이나의 선택 NGO의 대표이기도 하다.
11월 9일, 야권전선의 대표인 유리 보이코는 인생을 위한 당과 선거협력 각서인 "인생을 위한 야권연단"에 서명하여 2019년 있을 2019년 우크라이나 대통령 선거와 총선거에 협력하기로 하였다. 같은 날 야권전선의 중진인 바딤 노빈스키와 보리스 콜레스니코우는 보이코 대표가 자의적, 개인적으로 저질러 버린 일이라며 야권전선은 인생을 위한 당과 선거협력에 대해서 어떠한 결정도 한 적이 없었다고 주장했다.
11월 17일에는 야권전선 일부 당원들과 우크라이나-전진! 당, 우크라이나 진보개발당이 인생을 위한 야권연단에 합류하였다. 같은 날 야권연단은 2019년 우크라이나 대통령 선거에 출마할 후보로 유리 보이코를 지명하였다.
이러한 일련의 계파 분쟁으로 보이코 후보가 야권전선 의회 회파에서 축출된 후, 11월 20일 보이코는 "인생을 위한 야권연단"이라는 회파를 꾸리겠다고 발표하였다. 보이코는 야권전선의 여러 의원이 야권연단에 합류하기로 결정했으며, "기타 다른 회파의 의원들에게도 여러 제안을 받았다"고 말했다.
2018년 12월 13일, 보이코는 "인생을 위한 야권연단"이라는 새로운 정당을 창당했다고 발표했다.
보이코의 공식 후보 지명은 11월 17일 이뤄졌다. 하지만 2019년 1월 기준 인생을 위한 야권연단 정당이 정식으로 정당등록이 되지 않았기 때문에 정당 소속으로 출마할 수 없었고 무소속으로 출마했다. 2019년 1월 17일 보이코 후보는 우크라이나 중앙선거관리위원회에 무소속 후보로 등록을 마쳤다.
2019년 우크라이나 총선에서는 비례대표 37석, 지역구 6석 등 총 43석을 얻어 최고 라다 원내2당이 되었다.

## 성향과 정책
2019년 우크라이나 총선거에서 야권연단은 탈공산화, 우크라이나 정화 운동, 우크라이나화 정책을 중지시키며 우크라이나-유럽 연합 협정에 대한 재협상에 들어가며 독립국가연합(CIS)와 교역을 재개할 것이라고 주장했다. 또한 "우크라이나의 정치군사적 중립화"를 추구하며, 어떠한 정치군사적 연맹에도 가맹하지 않겠다고 말했다.
빈곤 퇴치를 위해 러시아로부터 공급받는 천연가스 요금을 1,000m³당 3,800-4,000 흐리우냐로 감세할 것이라고 발표했다.
야권연단은 돈바스 전쟁 종결을 위해 도네츠크 인민공화국 및 루간스크 인민공화국과 직접적인 협상을 해야 한다고 주장한다. 다만 크림반도에 대해서는 어떠한 주장도 하고 있지 않다.

## 선거 이력

2019년 총선거 당시 야권연단 정당의 각지 정당투표율.

### 총선거
| 년도   | 득표      | 득표율 | 결과 | 획득 의석 | 증감 | 정부    | 대표                        |
| ------ | --------- | ------ | ---- | --------- | ---- | ------- | --------------------------- |
| 2019년 | 1,908,087 | 13.05% | 2위  | 43 / 450  | 43석 | 제1야당 | 바딤 라비노비치 유리 보이코 |